# Nicolas Dalayrac
Nicolas Dalayrac (Muret, 1753 – Parigi, 1809) è stato un compositore francese.
Esordì nel 1781, per poi essere autore, durante la sua carriera, di oltre 60 opere teatrali e di molta musica da camera.
Massone, fu membro della Loge des Neuf Soeurs, appartenente al Grande Oriente di Francia.

## Opéras-comiques

### 1780-1789
- 1781: Le chevalier à la mode;
- 1781: Le petit souper;
- 1782: L'éclipse totale;
- 1785: L'amant statue;
- 1785: La dot;
- 1786: Nina, ou La folle par amour
- 1786: Azémia (2 parti);
- 1787: Renaud d'Ast;
- 1788: Sargines;
- 1788: Fanchette;
- 1789: Les deux petits Savoyards, libretto di Benoît-Joseph Marsollier des Vivetières;
- 1789: Raoul, sire de Créqui,

### 1790-1799
- 1790: La soirée orageuse;
- 1790: Le chêne patriotique;
- 1790: Vert-Vert;
- 1791: Camille ou Le souterrain;
- 1791: Agnès et Olivier;
- 1791: Philippe et Georgette;
- 1792: Tout pour l'amour;
- 1793: Ambroise;
- 1793: Asgill (2 parti);
- 1794: La prise de Toulon;
- 1794: Le congrès des rois;
- 1794: L'enfance de Jean-Jacques Rousseau;
- 1794: Les détenus;
- 1795: Adèle et Dorsan;
- 1796: Marianne;
- 1796: La famille Américaine, commedia in un 1 atto, libretto di Jean-Nicolas Bouilly;
- 1797: La maison isolée;
- 1797: La leçon;
- 1797: Gulnare;
- 1798: Alexis;
- 1798: Léon;
- 1798: Primerose;
- 1799: Adolphe et Clara, ou Les deux prisonniers;

### 1800-1809
- 1800:  Aire de Maison à vendre;
- 1801: Léhéman;
- 1802: L'antichambre;
- 1803: La boucle de cheveux;
- 1804: La jeune prude;
- 1804: Une heure de mariage;

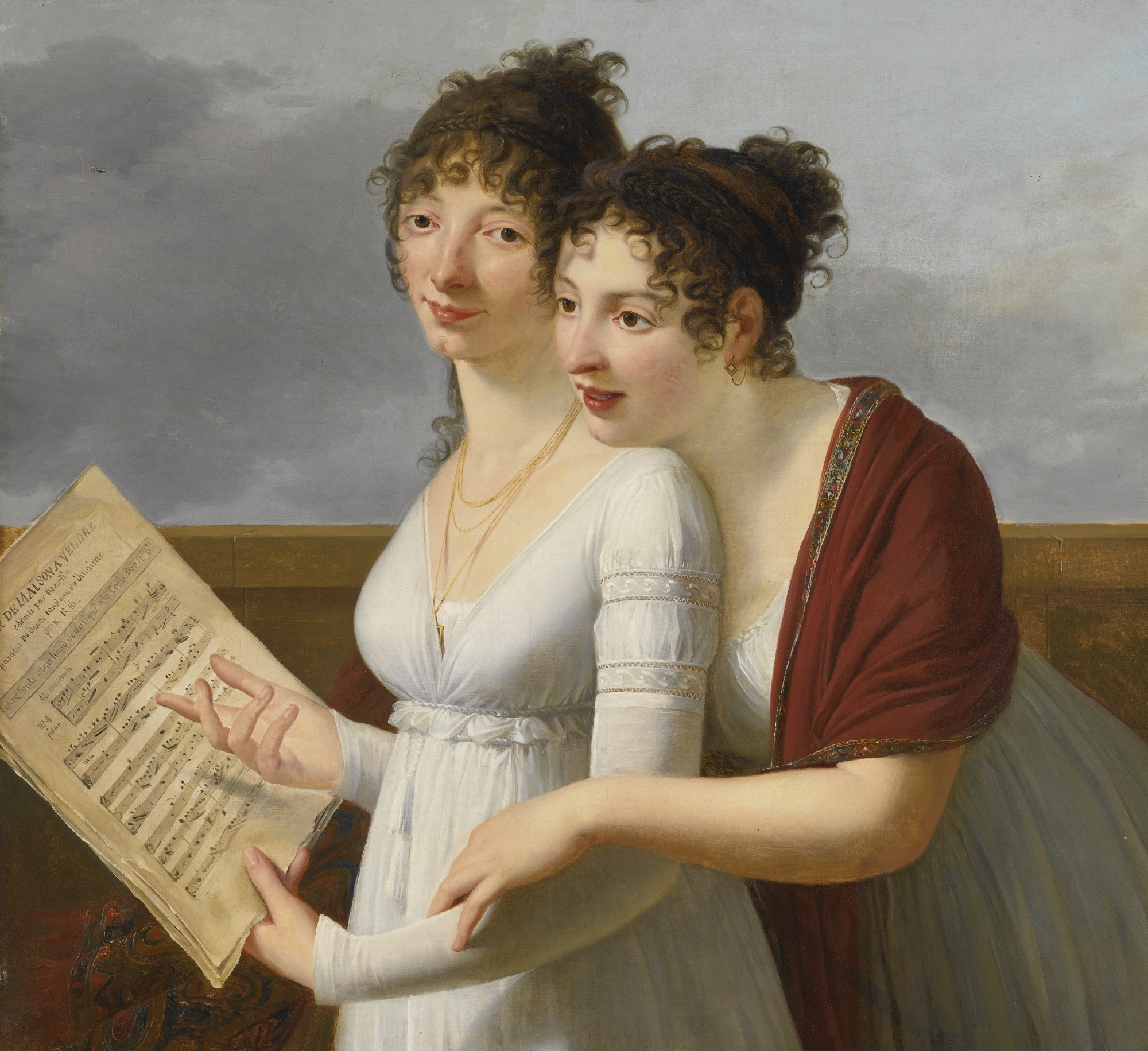
Ritratto di Robert Lefèvre di due eleganti signore che eseguono Aire de Maison à vendre

- 1805: Le Pavillon du Calife, ou Almanzor et Zobéïde, opera in 2 atti e in versi liberi, con Jean-Baptiste-Denis Despré e Étienne Morel de Chédeville;
- 1805: Le pavillon des fleurs;
- 1805: Gulistan ou Le hulla de Samarcande;
- 1806: Deux mots;
- 1806: Koulouf ou Les chinois;
- 1807: Lina;
- 1808: Élise-Hortense;
- 1809: Les trois sultanes;
- Le poète et le musicien (1809, opera postuma, 1811